# Gottfried Hermann
Johann Gottfried Jakob Hermann, född den 28 november 1772 i Leipzig, död där den 31 december 1848, var en tysk klassisk filolog.
Hermann, bland vars lärare märks Karl David Ilgen och Friedrich Wolfgang Reiz, blev 1794 docent i filosofi och filologi, 1798 extra ordinarie och 1803 ordinarie professor i vältalighet, 1809 därjämte i poesi, allt vid Leipzigs universitet. Utom från katedern verkade Hermann väckande på sina lärjungar, bland dem den tidigt bortgångne Carl Gottlob August Erfurdt, i det av honom stiftade Griechische Gesellschaft samt som ledare (sedan 1834) av det filologiska seminariet. 
Hermann utövade en banbrytande verksamhet på den antika metrikens, grammatikens och textkritikens områden. Han är den förste, som uppställt ett fullständigt system inom metriken (Elementa doctrinae metricae, 1816, med flera arbeten). Inom grammatiken stannade han inte vid bara empiriska iakttagelser och därur härledda regler, utan sökte utforska det inre förhållandet mellan orsak och verkan (De emendanda ratione graecae grammaticae, 1801, samt flera utmärkta syntaktiska arbeten). Som textkritiker var Hermann mästare framför allt genom sin metod. 
Hermanns enastående kännedom av (särskilt det grekiska) språket och de behandlade författarna satte honom i stånd att på fördärvade textställen insätta, vad författaren skulle kunnat skriva; dock saknar hans förbättringar stundom yttre sannolikhet (den så kallade diplomatiska textkritiken, bedömande av olika handskrifter och läsarter inbördes, var ännu inte tillräckligt utbildad). Hermann utgav utmärkta upplagor av bland andra Aischylos, Sofokles, Euripides, Orphica samt behandlade i sina Opuscula (8 band, 132 avhandlingar) en mängd olikartade språkvetenskapliga frågor.